# Masno tkivo
Masno tkivo ili adipozno tkivo jest vezivno tkivo sastavljeno većinom od adipocita. Masne naslage u tijelu ljudi i životinja ponekad se nazivaju salo. Osim adipocita, masno tkivo sadrži stromalne vaskularne frakcije (SVF) stanica, uključujući preadipocite, fibroblaste, vaskularne endotelne stanice i niz imunosnih stanica kao što su makrofagi masnoga tkiva. Masno tkivo nastaje iz preadipocita. Njegova je glavna uloga skladištenje energije u obliku lipida, iako također mehanički štiti i toplinski izolira tijelo. Budući da nije hormonski inertno, masno je tkivo posljednjih godina prepoznato kao glavni endokrini organ jer proizvodi hormone kao što su leptin, estrogen, rezistin i citokine (osobito TNFα). Kod pretilosti, masno tkivo uključeno je u kronično otpuštanje proupalnih markera poznatih kao adipocitokini, koji su odgovorni za razvoj metaboličkog sindroma i niza bolesti uključujući dijabetes tipa 2, kardiovaskularne bolesti i aterosklerozu. Dvije vrste masnoga tkiva jesu bijelo masno tkivo (WAT), koje skladišti energiju, i smeđe masno tkivo (BAT), koje stvara tjelesnu toplinu. Čini se da je stvaranje masnog tkiva dijelom upravljano genom za masno tkivo WDTC1. Masno tkivo, točnije smeđe masno tkivo, prvi je opisao švicarski prirodoslovac Conrad Gessner 1551. godine.

## Anatomske značajke
U ljudi se masno tkivo nalazi ispod kože (potkožno masno tkivo), oko unutarnjih organa (visceralno masno tkivo), u koštanoj srži, unutar mišića i u dojkama. Osim adipocita, koji čine najveći udjel stanica unutar masnog tkiva, prisutni su i drugi tipovi stanica, zajednički nazvani stromalna vaskularna frakcija (SVF). Ona uključuje preadipocite, fibroblaste, makrofage masnog tkiva i endotelne stanice.
Masno tkivo sadrži mnogo malih krvnih žila. U pokrovnom sustavu, koji uključuje kožu, nakuplja se u najdubljem sloju, osiguravajući izolaciju od topline i hladnoće. Oko organa pruža zaštitu od potresanja. Ipak, njegova je glavna uloga skladištenje lipida, koji se mogu oksidirati kako bi zadovoljili energijske potrebe tijela i zaštitili ga od viška glukoze pohranjivanjem triglicerida koje proizvodi jetra od šećera; neki dokazi sugeriraju da je većina sinteze lipida iz ugljikohidrata nastaje u samome masnom tkivu. Nakupine masnoga tkiva u različitim dijelovima tijela imaju različite biokemijske profile. U normalnim uvjetima ono mozgu šalje povratne informacije o gladi i uhranjenosti.
Masno tkivo ima gustoću ~0,9 g/ml.  Dakle, osoba s više masnog tkiva lakše će plutati u vodi od osobe iste mase s više mišićnog tkiva koje ima gustoću 1,06 g/ml.

### Pretilost
U pretile osobe višak masnog tkiva koji visi s trbuha naziva se panikulus. Panikulus komplicira medicinske operacije nad morbidno pretilim osobama. Može ostati kao kožna pregača ako vrlo pretila osoba izgubi velike količine masnoga tkiva, što je česta posljedica operacije želučane premosnice. Pretilost se liječi vježbanjem, dijetom i bihevioralnom terapijom. Rekonstruktivna kirurgija jedan je način liječenja.

### Visceralno masno tkivo
Visceralno, intraabdominalno ili trbušno masno tkivo nalazi se unutar trbušne šupljine, nagomilano između organa (želudac, jetra, crijeva, bubrezi…). Visceralno masno tkivo razlikuje se od potkožnoga masnog tkiva i intramuskularnog masnog tkiva koje se nalazi u skeletnim mišićima. Masno tkivo u donjem dijelu tijela, u bedrima i stražnjici, potkožno je, dok je masno tkivo u abdomenu uglavnom visceralno i polutekuće. Visceralno masno tkivo sastoji se od nekoliko masnih naslaga, uključujući mezenterijsko, pasjemenično bijelo masno tkivo (EWAT) i perirenalne nakupine. Visceralno masno tkivo često se mjeri svojom površinom u cm2 (VFA, za engleski visceral fat area).
Višak visceralne masnoće poznat je kao abdominalna pretilost, a kod nje trbuh pretjerano strši. Nova mjerila kao što je body volume index (BVI) posebno su osmišljena za mjerenje volumena trbuha i abdominalnog masnog tkiva. Višak visceralne masnoće također je povezan s dijabetesom tipa 2, inzulinskom rezistencijom, upalnim bolestima, i drugima. Isto tako, pokazalo se da je nakupljanje masnog tkiva na vratu (ili cervikalnog masnog tkiva) povezano sa smrtnošću. Nekoliko je studija sugeriralo da se visceralna masnoća može predvidjeti iz jednostavnih antropometrijskih mjera i predviđa smrtnost točnije od indeksa tjelesne mase ili opsega struka.
Muškarci imaju veću vjerojatnost da će imati masnoću pohranjenu na trbuhu zbog razlika u spolnim hormonima. Estrogen, ženski spolni hormon, kod žena uzrokuje pohranjivanje masti na stražnjici, bedrima i bokovima. Kada žene dođu u menopauzu i opadne im estrogen koji proizvode jajnici, salo migrira sa stražnjice, bokova i bedara u struk; kasnije se masnoća skladišti na trbuhu.
Visceralna mast može biti uzrokovana viškom razine kortizola. Najmanje 10 sati tjedno aerobne vježbe dovodi do smanjenja visceralne masnoće kod onih bez metaboličkih poremećaja. Trening otpora i kalorijska restrikcija također smanjuju visceralnu masnoću, iako njihov učinak ne mora biti kumulativan. I tjelovježba i hipokalorična dijeta uzrokuju gubitak visceralne masnoće, ali tjelovježba ima veći učinak na visceralnu masnoću u odnosu na ukupnu masnoću. Vježbanje visokog intenziteta jedan je od načina za učinkovito smanjenje ukupne abdominalne masnoće. Energetski ograničena dijeta u kombinaciji s tjelovježbom smanjit će ukupnu tjelesnu masnoću i omjer visceralnog masnog tkiva u odnosu na potkožno masno tkivo, što ukazuje na preferencijalnu mobilizaciju visceralne u odnosu na potkožnu masnoću.

#### Epikardijalna mast
Epikardijalno masno tkivo (EAT) poseban je oblik visceralnog masnog tkiva taloženog oko srca. Utvrđeno je da je ono metabolički aktivan organ koji stvara različite bioaktivne molekule, koje mogu značajno utjecati na rad srca. Uočene su značajne razlike ovoga tkiva u odnosu na potkožno masno tkivo, što ukazuje na utjecaj pohranjenih masnih kiselina specifičan za lokaciju na funkciju i metabolizam adipocita.

### Potkožno masno tkivo
Većina preostale nevisceralne masti nalazi se ispod kože u području koje se naziva hipodermis. Potkožno masno tkivo nije povezano s mnogim klasičnim patologijama povezanima s pretilošću, kao što su bolesti srca, rak i moždani udar, a neki dokazi čak sugeriraju da bi moglo biti zaštitno. Uobičajeno ženski  obrazac raspodjele tjelesne masnoće oko bokova, bedara i stražnjice potkožno je masno tkivo koje predstavlja manji zdravstveni rizik u usporedbi s visceralnom masnoćom.
Kao i svi drugi organi masnoga tkiva, potkožno masno tkivo aktivan je dio endokrinog sustava koji luči hormone leptin i rezistin.

### Koštana srž
Masno tkivo koštane srži slabo je istraženo tkivo koje se nalazi u kosti i prošarano je krvotvornim (hematopoetskim) stanicama kao i koštanim elementima. Adipociti u ovoj nakupini potječu iz mezenhimalnih matičnih stanica (MSC) koje mogu postati stanice masnoga tkiva, stanice kosti kao i druge vrste stanica. Činjenica da se ovo tkivo povećava u uvjetima restrikcije kalorija/anoreksije značajka je koja ga razlikuje odtalih spremnika masnoćai. Vježbanje regulira masno tkivo u koštanoj srži, smanjujući mu količinu i smanjujući veličinu adipocita koštane srži. Regulacija masnoća koštane srži tjelovježbom sugerira da ona ima fiziološke sličnosti s drugim bijelim masnim naslagama. Njegovo povećanje kod pretilosti dodatno ukazuje na sličnost s naslagama bijeloga masnog tkiva.

### Ektopična mast
Ektopična mast je nakupina triglicerida u tkivima koja nisu masno tkivo, a koja bi trebala sadržavati samo male količine masnoća, kao što su jetra, skeletni mišići, srce i gušterača. Ona može ometati stanične funkcije, a time i funkciju organa, a povezana je s inzulinskom rezistencijom kod dijabetesa tipa 2. Pohranjuje se u relativno velikim količinama oko organa trbušne šupljine, ali ne smije se zamijeniti s visceralnim masnim tkivom.
Specifičan uzrok nakupljanja ektopične masnoće nije poznat. Uzrok je vjerojatno kombinacija genskih, okolišnih i bihevioralnih čimbenika koji su uključeni u prekomjeran unos energije i smanjenu tjelesnu aktivnost. Znatan gubitak mase može smanjiti ektopične zalihe masti u svim organima, a to je povezano s poboljšanjem funkcije tih organa.
Neinvazivne metode mršavljenja poput dijete i tjelovježbe mogu smanjiti ektopičnu masnoću (osobito u srcu i jetri) kod djece i odraslih.

## Fiziologija
Slobodne masne kiseline oslobađaju se iz lipoproteina pomoću lipoproteinske lipaze (LPL) i ulaze u adipocit, gdje se ponovo sastavljaju u trigliceride, esterificirajući ih u glicerol. Ljudsko masno tkivo sadrži oko 87 % lipida.
Postoji stalan tok slobodnih masnih kiselina koje ulaze i izlaze iz masnog tkiva. Smjerom toka upravljaju inzulin i leptin: ako je inzulin povišen, onda postoji ukupan tok prema unutra, a samo kada je razina inzulina niska slobodne masne kiseline mogu napustiti masno tkivo. Izlučivanje inzulina potiče povišena razina šećera u krvi, koja je posljedica konzumiranja ugljikohidrata.
Masne stanice imaju važnu fiziološku ulogu u održavanju razine triglicerida i slobodnih masnih kiselina, kao i određivanju inzulinske rezistencije. Trbušna masnoća ima drugačiji metabolički profil – sklonija je induciranju inzulinske rezistencije. Ovo u velikoj mjeri objašnjava zašto je središnja pretilost marker poremećene tolerancije glukoze i nezavisan čimbenik rizika za kardiovaskularne bolesti (čak i u odsutnosti šećerne bolesti i hipertenzije). Studije ženki majmuna otkrile su da osobe s većim stresom imaju više razine visceralne masnoće. Ovo sugerira moguću uzročno-posljedičnu vezu, pri čemu stres potiče nakupljanje visceralne masnoće, što zauzvrat uzrokuje hormonalne i metaboličke promjene koje pridonose srčanim bolestima i drugim zdravstvenim problemima.
Napredak u biotehnologiji omogućio je prikupljanje matičnih stanica iz masnog tkiva odraslih, što omogućuje stimulaciju ponovnog rasta tkiva upotrebom vlastitih stanica pacijenta. Osim toga, matične stanice dobivene iz masnog tkiva i ljudi i životinja navodno se mogu učinkovito reprogramirati u inducirane pluripotentne matične stanice bez potrebe za fibroblastima. Upotreba vlastitih stanica pacijenta smanjuje mogućnost odbacivanja tkiva i izbjegava etičke probleme povezane s uporabom matičnih stanica ljudskih embrija. Sve veći broj dokaza također sugerira da različite vrste masnih tkiva daju matične stanice različitih osobina. Osobine uključuju brzinu rasta, imunofenotip, potencijal diferencijacije, genski izražaj, kao i osjetljivost na uvjete hipoksične kulture: izgleda da razine kisika igraju važnu ulogu u metabolizmu i općenito u funkciji matičnih stanica dobivenih iz masnoga tkiva.
Masno tkivo glavni je periferni izvor aromataze i kod muškaraca i kod žena, pridonoseći proizvodnji estradiola.
Masno tkivo također izlučuje vrstu citokina (stanični signalni proteini) koji se nazivaju adipokini. Oni igraju ulogu u komplikacijama povezanima s pretilošću. Perivaskularno masno tkivo oslobađa adipokine kao što je adiponektin koji utječu na kontraktilnu funkciju krvnih žila koje okružuju.

### Smeđe masno tkivo
Smeđe masno tkivo  (BAT) specijalizirani je oblik masnoga tkiva važan za adaptivnu termogenezu (stvaranje topline po potrebi) kod ljudi i drugih sisavaca. BAT može generirati toplinu "odvajanjem" respiratornog lanca oksidativne fosforilacije unutar mitohondrija putem tkivno-specifične ekspresije razdvajajućeg proteina 1 (UCP1). BAT se prvenstveno nalazi oko vrata i velikih krvnih žila prsnoga koša, gdje može učinkovito sudjelovati u izmjeni topline. BAT se snažno aktivira nakon izlaganja hladnoći otpuštanjem kateholamina iz simpatičkih živaca što rezultira aktivacijom UCP1. Gotovo polovica živaca prisutnih u masnome tkivu senzorni su neuroni povezani s ganglijima dorzalnoga korijena.

### Genska osnova
Hipoteza o štedljivom genu ili hipoteza o gladovanju (engleski: thrifty gene hypothesis / famine hypothesis) tvrdi da bi u nekim populacijama tijelo bilo učinkovitije u zadržavanju masnoće u vremenima obilja, pružajući tako veću otpornost na gladovanje u vremenima nestašice hrane. Ovu hipotezu, izvorno iznesenu u kontekstu metabolizma glukoze i inzulinske rezistencije, diskreditirali su fizikalni antropolozi, fiziolozi i sam izvorni zagovornik ideje J. V. Neel u tome kontekstu, iako prema njemu hipoteza ostaje jednako održiva u drugim kontekstima kao i kad je prvi put iznesena.
Godine 1995. Jeffrey Friedman s Rudolphom je Leibelom, Douglasom Colemanom i drugima otkrio bjelančevinu leptin koja je nedostajala mišu genski podložnom pretilosti. Leptin se proizvodi u bijelome masnom tkivu i šalje signale hipotalamusu. Kada razina leptina padne, tijelo to tumači kao gubitak energije, a glad se pojačava. Miševi kojima nedostaje leptin jedu dok ne porastu četiri puta veći od normale.
Leptin, međutim, igra drugačiju ulogu u pretilosti izazvanoj prehranom kod glodavaca i ljudi. Budući da adipociti proizvode leptin, razine leptina  kod pretilih su povišene. Međutim, glad ostaje, a kada razina leptina padne zbog gubitka težine glad se povećava. Pad leptina bolje je promatrati kao signal gladovanja nego porast leptina kao signal sitosti.  Međutim, povišen leptin kod pretilosti poznat je kao otpornost na leptin. Promjene koje se događaju u hipotalamusu i rezultiraju otpornošću na leptin kod pretilosti u fokusu su istraživanja pretilosti.

## Mjerač tjelesne masti
Mjerač tjelesne masti pomagalo je koje se upotrebljava za mjerenje omjera tjelesne masti i težine. Različiti mjerači koriste različite metode za određivanje omjera. Imaju tendenciju očitavanja manjeg postotka tjelesne masti od stvarnoga.
Za razliku od kliničkih alata, jedan relativno jeftin oblik mjerača tjelesne masti koristi princip analize bioelektrične impedancije (BIA). On propušta malu, bezopasnu električnu struju kroz tijelo i mjeri otpor, zatim koristi podatke o težini, visini, dobi i spolu osobe kako bi izračunao približnu vrijednost postotka tjelesne masti osobe. Izračun mjeri ukupnu količinu vode u tijelu (nemasno tkivo i mišići sadrže veći postotak vode od masti) i procjenjuje postotak masti na temelju tih podataka. Rezultat može varirati nekoliko postotaka, ovisno o tome što je pojedeno i koliko je vode popijeno prije analize.
Prije nego što su razvijeni strojevi za analizu bioelektrične impedancije postojalo je mnogo različitih načina za analizu sastava tijela kao što su metode kožnih nabora pomoću pomične mjerke, vaganje pod vodom, pletizmografija istiskivanja zraka cijelog tijela (ADP) i dr.

## Vanjske poveznice
- Mikrofotografije masnoga tkiva